# 漢籍
漢籍（かんせき）とは、中国大陸において著された書籍であり、一般に漢文で書かれた書物を指す。また日本で著された和書（国書）に対応する分類として用いられる。漢書（かんしょ、からぶみ）とも言う。類義語は中国古典

## 概要
定義は諸説あり、広義には前述の通り漢文で書かれたあらゆる書物を指すとする説もあるが、狭義には、前近代の中国において中国語（漢文）で書かれた古典籍を指し、中国以外の東アジアの漢文古典籍や、近代以降に出版された新しい学問体系に従って書かれたものは含まれない。また一般的に、仏教関連の書物は仏典として漢籍に含めない。洋書と対比した時には、和書と漢籍をあわせて和漢書と総称する場合もある。
中国で出版された書を日本で復刻・翻刻したものは「和刻本」と呼ぶ。また朝鮮半島で出版されたものは「韓本（朝鮮本・高麗本）」、ベトナムで出版されたものは「安南本（越南本）」と呼ぶ。和刻本に対して、中国で出版されたものを特に「唐本」と呼ぶこともある。江戸時代の日本には、和刻本が数多く刊行された。
本来は袋とじにして糸で綴じた線装本であることが多かったが、近代以降に出版したものには洋装本が多い。
対応する中国語は「古籍」（拼音: gǔjí）だが、日本語と同様定義に諸説ある。また中国では1980年代から、中国以外の漢文古典籍を「域外漢籍」と呼ぶ研究が盛んになっている。

## 漢籍の分類

### 中国
通常、中国の伝統的な図書分類法である経・史・子・集という四部分類で分類される。その模範となる『四庫全書総目提要』の分類に従いつつ、その不備を補うかたちで各所蔵機関で独自の分類がとられている。なお漢訳仏典については子部・釈家類に入れられることもあるが、漢籍から独立させられ、仏典独自の分類がされることが多い。

### 日本
日本で標準的に参照されることの多い京都大学人文科学研究所や東京大学東洋文化研究所の漢籍目録では、四部分類に叢書部を加えて五部とし、近代の書籍は別に新学部を設けてそこに日本十進分類法に従って収める。集部に小説類を設けて白話小説をそこに収め、伝統的な筆記小説（子部小説家）とは分ける、などの工夫を加えている。
江戸時代の各藩などが学問ために漢籍を収集しており、その蔵書は明治時代に設立された書籍館から帝国図書館に受け継がれた。明治12年（1879年）、漢学者の岡千仞が幹事に就任した後から、漢籍の収集、受け入れが積極的に行われた。国学者の榊原芳野や公卿の醍醐忠順から寄贈された和刻本等の受け入れ、京都円光寺からは仏書・漢籍・朝鮮本が購入された。さらに東京帝国大学教授の服部宇之吉が清国並びに周辺国で、明治33年（1900年）から新刊購入を行うなど、国費による新刊の収集も進み、現在の国立国会図書館所蔵「漢籍」の大半が明治時代に形成された。
- 唐本 -　清以前に刊行された古典籍。
- 和刻本 - 古鈔本（古写本）を覆刻・翻刻して、日本国内で新たに出版した漢文の書籍。書写本と和刻本がある。
- 安南本 - ベトナムで出版された書籍。例として『大越史約』などがある。
- 朝鮮本 - 李氏朝鮮時代まで朝鮮半島で刊行された漢文の書物。

### 出版技法による分類
漢籍は印刷方法により、次のような種類に分けられる。
- 刊本 - 木版印刷によるもの。多くの漢籍がこれに属する。刻本・版本とも言う。
- 鈔本（抄本） - 手書きによって書き写された本。写本。
- 活字印本 - 古活字によって印刷されたもの。古活字には泥活字・錫活字・木活字・銅活字・磁活字がある。
- 石印本 - リトグラフ。薬品入りの墨で紙に手書きし、それを石版に転写して印刷した本。清末民初に流行した。
- 排印本 - 近代活字によって印刷されたもの。装幀は線装も洋装も、どちらも存在する。特に鉛活字のものを鉛印本と呼ぶ。

いったん出版された本を複製する場合には次のような用語が使われる。
- 景刊（えいかん） - 底本を版木にかぶせ彫りして印刷したもの。原寸大で字体・字数など全く同じもの。
- 景照（えいしょう） - 底本を写真撮影し、それをとじ合わせ本にしたもの。学術利用が主である。
- 景印（えいいん） - 底本を写真撮影してオフセット版などを作り、それを大量印刷したもの。縮小・拡大印刷することができ、洋装本のかたちで出版されることが多い。影印とも書く。

### 装幀による分類
漢籍は装幀法により、次のような種類に分けられる。
- 巻子本 - いわゆる巻物
- 帖装本 - 折子本とも。いわゆる折り本
- 龍鱗装 - 巻子本と冊子本の中間形態で、紙の両面に字を書き、前葉の裏に少しずつずらして貼り付けたもの。書物全体は巻物と同じように巻くことができるが、紙をめくって見られる。故宮博物院蔵の『王仁昫刊謬補欠切韻』（完本王韻）によって知られる[6]。
- 冊子本 - いわゆる本
  - 蝴蝶装本 - 粘葉装とも。紙を二つ折りして重ね、折り目部分を背にして糊付けしたもの。
  - 列帖装本 - 綴葉装とも。数枚の紙をまとめて二つ折りし、折り目部分に穴を開けて糸で綴ったもの。日本独自の装幀法。
  - 包背装本 - いわゆるくるみ表紙。紙を二つ折りにして重ね、折り目部分を下綴じの後、一枚の表紙でくるんで表・背・裏全体に糊付けしたもの。『永楽大典』『四庫全書』がこの装幀方法をとる。
  - 線装本 - 袋綴本とも。いわゆる和綴。紙を二つ折りにして重ね、折り目と反対側を下綴じの後、表紙で挟んで糸で綴じたもの。
    - 明朝綴 - 四つ目綴。
    - 朝鮮綴 - 五つ目綴。
    - 康熙綴 - 六つ目綴。